# Хотел-Пэрис (Нью-Йорк)
Хотел-Пэрис (англ. Hotel Paris, букв. отель «Париж») 23-этажный жилой дом на Верхнем Вест-Сайде, на Манхэттене в Нью-Йорке, США. Находится по адресу Уэст-Энд-авеню, д. 752—758.

## История
Здание в стиле ар-деко сооружено в 1931 году.
В 2007 году здание, изначально использовавшееся в качестве отеля, было приобретено Westbrook Partners за 85,8 млн долларов США. Три года спустя, в 2010 году, его приобрели инвестор Дэвид Бистрикер и семья Ридеров за 72,36 млн долларов. В 2013 году они продали его компании Crescent Heights за 123 млн долларов. Компания осуществила ремонт здания и квартир, а в 2015 году продала дом Лоуренсу Глаку из Stellar Management за 150 млн долларов США.
В настоящее время в здании 175 квартир, есть тренажерный зал и бассейн.